# Kiivera
Kiivera (ook wel Kiivra of Kiira, Duits: Kiwri) is een plaats in de Estlandse gemeente Hiiumaa, provincie Hiiumaa. De plaats heeft de status van dorp (Estisch: küla).
Kiivera lag tot in oktober 2013 in de gemeente Kõrgessaare, daarna tot in oktober 2017 in de gemeente Hiiu en sindsdien in de fusiegemeente Hiiumaa.

## Bevolking
De ontwikkeling van het aantal inwoners blijkt uit het volgende staatje:
| Jaar            | 2000 | 2011 | 2018 | 2020 | 2021 |
| --------------- | ---- | ---- | ---- | ---- | ---- |
| Aantal inwoners | 5    | 3    | < 4  | < 4  | 0    |

## Ligging
De rivier Vanajõgi stroomt door Kiivera.

## Geschiedenis
Kiivera was een boerderij en vanaf 1798 een dorp op het landgoed van Lauk (Lauka), dat in 1781 een ‘semi-landgoed’ (Duits: Beigut, Estisch: poolmõis) werd, een landgoed dat deel uitmaakt van een groter landgoed, onder Hohenholm (Kõrgessaare). De plaats stond onder diverse namen bekend: Urbas Kyvviwarre (1564), Wrbanus Kiwiuar of Thomas Kiffuiwara (1565), Kiwiwahre Jürgen (1664), Kiwaro (1798) en Kiwwerre of Kiwwarro (1811).
Rond 1950 werd Kiivera bij het buurdorp Puski gevoegd, dat op zijn beurt in 1977 bij Villamaa werd gevoegd. In 1997 werden Puski en Kiivera weer zelfstandige dorpen.